# Poncem
El poncem, poncil, poncir o naronja (Citrus medica) és un fruit cítric, que pot arribar a fer 25 cm de longitud i pesar 4 kg, provinent de l'arbre anomenat poncemer, ponciler o naronger, i que a l'hemisferi boreal es cull de setembre a novembre. L'especificatiu medica sembla que deriva de la regió antiga anomenada Mèdia, a Pèrsia.
És un dels cítrics originals a partir del qual es van desenvolupar tots els altres tipus de cítrics mitjançant hibridació. Tot i que els conreus de poncem prenen una gran varietat de formes físiques, tots estan estretament relacionats genèticament. S'utilitza en cuina asiàtica, medicines tradicionals, perfums, rituals i ofrenes religioses. Els híbrids de poncem amb altres cítrics són comercialment més destacats, en particular les llimones (resultat de la hibridació del poncem amb el taronger agre) i moltes de les llimes.

## Usos
Exteriorment, aquest fruit s'assembla a una llimona; però, a diferència d'aquesta, té molt poc suc. Des de l'antiguitat, s'utilitzava amb finalitats terapèutiques (contra problemes pulmonars, intestinals i d'altres). L'oli essencial de poncem es considera un antibiòtic. El suc de poncem amb vi es creia que era un antídot efectiu contra els verins en general.
Actualment, es valora molt la fragància del poncem. El seu fruit (inclosa la pell) és objecte de comerç internacional i s'utilitza molt com a ingredient en la indústria agroalimentària.
El poncem s'utilitza en rituals religiosos dels jueus durant la Festa dels Tabernacles, i de fet se'l considera un símbol del poble jueu.

## Origen i distribució
Es considera que és originari del sud-oest d'Àsia, on es pot trobar silvestre i conreat. L'expansió per l'àrea de clima mediterrani està documentada a bastament. Actualment és un conreu típic de Còrsega i de Grècia.